# Iñaki Williams
Iñaki Williams Arthuer, född 15 juni 1994 i Bilbao, är en spansk-ghanansk fotbollsspelare som spelar för Athletic Bilbao och Ghanas landslag.